# Conseil du développement culturel
Le Conseil du développement culturel (CDC) était un organe consultatif français (1971-1973), créé auprès du ministère des Affaires culturelles dans le sillage des conclusions de la commission des Affaires culturelles du VIe Plan. Signé par le ministre Jacques Duhamel sous la présidence Pompidou, le décret du 24 septembre 1971 le définissait comme « organe de réflexion, de confrontation et de proposition sur les différentes formes de l'action culturelle et sur les orientations fondamentales de la politique culturelle du gouvernement ».
Habilité à donner ses avis sur les financements octroyés par le Fonds d'intervention culturelle (FIC) qui commença à fonctionner en 1971, le Conseil a cependant été dissous avant la création officielle du Fonds, en 1978, lequel va néanmoins demeurer jusqu'en 1985.
Le CDC était présidé par Pierre Emmanuel, poète et académicien qui dirigeait déjà la commission des Affaires culturelles du VIe Plan. Les membres du Conseil étaient choisis parmi les intellectuels du monde des arts, de l'architecture, du cinéma, de la télévision et du monde enseignant, parmi eux : François-Régis Bastide, Jack Lang, François Billetdoux, Claude Santelli, Alfred Grosser ou encore Iannis Xenakis.
En octobre 1973, les membres du CDC décident de démissionner collectivement, en raison de différentes difficultés : « relations difficiles avec le ministère, manque de vision claire des objectifs fixés au Conseil, moyens financiers et humains très insuffisants » selon le site des Archives nationales. Les membres du Conseil alléguaient, eux, un manque de consultation de la part du gouvernement, protestation rendue publique dans la revue Esprit par Jean-Marie Domenach. Le nouveau ministre des Affaires culturelles, Maurice Druon, préféra mettre fin à l'expérience plutôt que de renouveler la composition du Conseil.